# Rajella nigerrima
Rajella nigerrima é uma espécie de peixe da família Rajidae.
Pode ser encontrada nos seguintes países: Chile, Equador e Peru.
Os seus habitats naturais são: mar aberto.